# Implantat

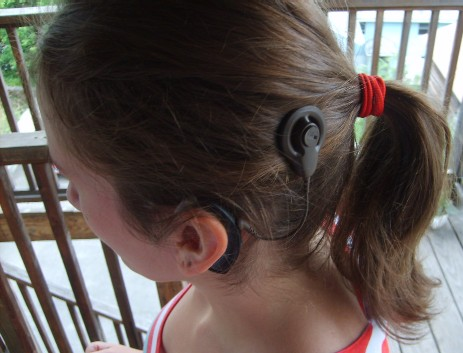
Flicka med cochleaimplantat.

Ett implantat är ett artificiellt objekt tillverkat för att ersätta och verka istället för ett saknat biologiskt objekt. Det yttre höljet av implantatet är ofta gjort av biokompatibelt material såsom titan. I några fall innehåller implantatet elektronik, till exempel pacemaker som hjälper hjärtmuskeln att dra ihop sig i rätt takt (ersätter sinusknutan) och cochleaimplantat för elektrisk stimulering av hörselnerven. Några implantat är bioaktiva, till exempel stent som använts för förstärkning av kärlväggen i aorta eller ett kranskärl. Biomimetiskt material är ett material för implantat som efterhärmar det riktiga materialet.
Inom ortopedisk kirurgi avser implantat objekt som placeras över eller inuti ben för att hålla en fraktur i läge. Ett substitut som ersätter en del eller en hel led kallas protes.
Implantat kan placeras i kroppen (internt) eller placeras utanpå kroppen (externt). Tandimplantat är ett av de enstaka objekt som permanent är placerat så att det passerar gränsen mellan insidan och utsidan på kroppen; implantatets bas fästs i under- eller överkäken och toppen på implantatet tränger ut i munhålan där den kan byggas på med en tandprotes.
Med implantat kan också menas subkutan injektion av läkemedel som avges långsamt från en peptidlösning.